# 尾崎美和子
尾崎 美和子（おざき みわこ） は、シンガポールの神経科学者、薬剤師。早稲田大学教授、日本女性科学者の会副会長などを経て、アジアメディカルセンター代表。

## 人物・経歴
1987年東京理科大学薬学部卒業、薬剤師。1989年東京理科大学大学院修士課程修了。東京理科大学在籍時は、国立小児医療研究センター（現 国立生育医療研究センター）にて小児白血病の分子メカニズム研究に従事（水谷修紀研究室）。1992年総合研究大学院大学博士課程修了。総合研究大学院大学では、国立遺伝学研究所 石浜明研究室にて大腸菌／ウイルスのRNAポリメラーゼの遺伝学を学ぶ。理学博士。卒業後から神経科学分野。日本学術振興会特別研究員(DC, PD)、大阪バイオサイエンス研究所研究員、アメリカ国立衛生研究所博士研究員を経て、1996年理化学研究所フロンティア研究システム研究員。組織編成により脳科学総合研究所（現 脳科学総合研究センター）に異動。2002年度第7回日本女性科学者の会奨励賞受賞。プロジェクトリーダーを務めた後、2005年早稲田大学生命医療工学研究所教授。2006年シンガポール早稲田オリンパスバイオサイエンス研究所副所長・リサーチディレクター。2009年早稲田バイオサイエンスリサーチシンガポール研究所主任研究員を兼務。2011年アジアメディカルセンター（シンガポール）代表 #ディレクター＆チェアマン。アジアメディカルセンターはシンガポールの科学技術中心バイオポリスにヘッドクォーターを有す。日本女性科学者の会副会長や、東京理科大学校友会理窓会シンガポール支部長も務めた。脳信号の役割と分子生物学を結びつけたパイオニア。中国にも研究室を持ち、次世代ニューロモジュレーション用技術開発や医療機器開発の専門家でもあり、多数の企業連携を手掛けた。
#アジアメディカルセンター　http://www.amc-singapore.net/　　
Asia Medical Center        http://www.amc-singapore.net/en/